# Елизабет Шведска
Елизабет Шведска (на шведски: Elisabeth af Sverige; Elisabet Gustavsdotter Vasa) от династията Васа е принцеса от Швеция и чрез женитба херцогиня на Мекленбург-Гюстров-Гадебуш.

## Биография
Родена е на 4 април 1549 година в Кунгсьор, Швеция. Дъщеря е на шведския крал Густав Васа (Густав Ериксон) (1496 – 1560) и втората му съпруга Маргарета Ериксдотер Лейонхуфхуд (1514 – 1551), дъщеря на Ерик Абрахамсон Лейонхуфхуд (1471 – 1520) и Ебба Ериксдотер (ок. 1490 – 1549). Сестра е на кралете на Швеция Йохан III и Карл IX.
Елизабет Шведска се омъжва на 14 май 1581 г. в Стокхолм за херцог Христоф фон Мекленбург (* 30 юни 1537; † 4 март 1592), администратор (протестантски епископ) на епископство Ратцебург. Тя е втората му съпруга. Те имат една дъщеря Маргарета Елизабет. След неговата смърт 1592 г. Елизабет отива обратно в родината си и живее в дворец Норкьопингсхус в Норшьопинг. Тя нарежда построяването на гроб на нейния съпруг в катедралата на Шверин.
Умира в Стокхолм на 20 ноември 1597 г. на 49-годишна възраст. Погребана е в катедралата на Упсала.

## Деца
Елизабет Шведска и херцог Христоф фон Мекленбург имат една дъщеря:
- Маргарета Елизабет (* 11 юли 1584 в Шьонберг; † 16 ноември 1616 в Гюстров), омъжена на 9 октомври 1608 г. в Стокхолм за херцог Йохан Албрехт II фон Мекленбург-Гюстров (* 5 май 1590; † 23 април 1636)

## Галерия
- Принцеса Елизабет Васа Шведска
- Статуя на херцог Христоф и съпругата му Елизабет Шведска, гробът на Христоф фон Мекленбург в катедралата на Шверин